# Олдридж, Ламаркус
Ламаркус Нурае О́лдридж (англ. LaMarcus Nurae Aldridge; родился 19 июля 1985 года в Далласе, штат Техас) — американский бывший профессиональный баскетболист. Играл преимущественно на позиции тяжёлого форварда, также был способен играть центровым.

## Биография

### Ранние годы
Ламаркус Олджридж родился и вырос в Далласе, в детстве интересовался американским футболом и болел за местную команду «Даллас Ковбойз». Отец Ламаркуса крепко пил, не оплачивал счета, в воспитании сына особого участия не принимал и вскоре мать Ламаркуса, Джорджия Олдридж, выгнала мужа из дома.
Хотя его отец Марвин и старший брат Лавонтэ хорошо играли в баскетбол на школьном уровне, Ламаркус занялся баскетболом лишь в четвёртом классе. Будучи восьмиклассником и играя со сверстниками в парках он немного преуспевал лишь за счёт высокого роста, но бросал плохо, и старшие дети в игру его не брали, позволяя лишь подавать мячи. Старший брат, игравший за школьную баскетбольную команду, подталкивал Ламаркуса к ежедневным тренировкам, посещениям спортзала и баскетбольной площадки.
Ламаркус отличался усердием как в учёбе, так и в спорте. В 2000 году он перешёл в старшую школу Сиговилл, уже обладая неплохими навыками игры в трёхсекундной зоне соперника, броском в прыжке и игре в обороне. С Ламаркусом индивидуально работал тренер Роберт Аллен, оказавший большое влияние на молодого игрока и в какой-то мере заменивший ему отца. Олдридж занимался баскетболом круглый год, даже во время летних каникул он играл за любительскую команду. Ко второму году в старшей школе он демонстрировал весьма высокий уровень игры. В одном из важнейших игр школьного чемпионата, в которой его команда встречалась с лучшей командой страны, представлявшей далласскую школу Линкольна, Олдридж играл персонально против старшеклассника Криса Боша. В той игре Ламаркс сумел набрать 20 очков и сделать 11 подборов, статистика Боша была хуже, но это не помешало его команде одержать победу. После игры расстроенный Олдридж изучал игру Боша по видеозаписям, готовясь к следующей с ним встрече.
За четыре года выступления за команду старшей школы Олдридж стал высококлассным игроком, в среднем за игру чемпионата школьных команд набирал по 30 очков и делал 14 подборов, был включён в символическую сборную лучших баскетболистов США среди школьников, был признан лучшим молодым баскетболистом Техаса и четвёртым в США по версии издания USA Today, а также стал финалистом в опросе на получение приза имени Нейсмита лучшему игроку среди школьников.
После окончания школы Ламаркус решил сразу начинать карьеру профессионального баскетболиста в НБА и выставил свою кандидатуру на драфт 2004 года, но позже отозвал её и поступил в Техасский университет в Остине. Идти в колледж Ламаркус решил, следуя совету своего кумира, Шакила О’Нила. В первом сезоне в колледже получил тяжёлую травму, из-за которой пропустил последние 15 матчей чемпионата. Во втором сезоне Олдридж в среднем за игру набирал 15.9 очков и делал 9.2 подборов, по итогам сезона был включён в третью символическую сборную лучших игроков студенческого чемпионата и был признан лучшим защитником в конференции Big 12.

### НБА
После удачного для Олдриджа сезона баскетбольные специалисты высоко оценивали его шансы на драфте НБА 2006 года, отдавали ему в своих прогнозах первое или второе место. В итоге Ламаркус после двух лет в университете вновь выставил свою кандидатуру на драфт и был выбран под вторым номером (после итальянца Андреа Барньяни) командой «Чикаго Буллз». «Буллз» в день драфта обменяли Олдриджа в «Портленд Трэйл Блэйзерс» на Тайруса Томаса, выбранного под четвёртым номером, и Виктора Хряпу.
Начало своего первого сезона в НБА Олдридж пропустил из-за операции на плече. Восстановившись после лечения, он стал регулярно выходить на площадку со скамейки в качестве тяжёлого форварда, затем после травмы основного центрового «Блэйзерс», Джоела Прзбильи, занял его место в стартовой пятёрке. 31 марта 2007 года во время матча с «Лос-Анджелес Клипперс» Олдридж был госпитализирован из-за проблем с дыханием и сердечным ритмом. 9 апреля 2007 года ему был поставлен диагноз синдром Вольфа-Паркинсона-Уайта. Несмотря на неполноценный из-за проблем со здоровьем сезон, Ламаркус был включён в символическую сборную новичков НБА, разделив пятое место в голосовании с испанцем Хорхе Гарбахосой.
Во втором сезоне на профессиональном уровне Олдридж стал основным тяжёлым форвардом «Трэйл Блэйзерс», смог значительно улучшить свою результативность по очкам и подборам, занял третье место в опросе на звание самого прогрессирующего игрока года после Хедо Туркоглу и Руди Гея. Свой третий сезон в НБА Ламаркус провёл на высоком уровне, в регулярном чемпионате он улучшил свою результативность по набранным очкам, помог команде выйти в плей-офф, где она в первом раунде уступила «Хьюстон Рокетс» (4-2).
Летом 2015 года Олдридж подписал четырёхлетний контракт со «Спёрс» на 80 миллионов долларов. Ламаркус решил играть под 23-м номером, так как 12-й номер (под которым он играл в «Трэйл Блэйзерс») закреплён за Брюсом Боуэном. Выбор Олдриржа играть под 23-м номером был обусловлен тем, что он играл в Техасском университете под таким же номером. 15 апреля 2021 года Олдридж решил закончить с профессиональным спортом из-за аритмии сердца. Встреча 10 апреля против "Лейкерс" (101:125) стала последней в карьере НБА для 35-летнего баскетболиста.

## Статистика

### Статистика в НБА
| Сезон                                                                                    | Команда     | Регулярный сезон | Регулярный сезон | Регулярный сезон | Регулярный сезон | Регулярный сезон | Регулярный сезон | Регулярный сезон | Регулярный сезон | Регулярный сезон | Регулярный сезон | Регулярный сезон | Серия плей-офф | Серия плей-офф | Серия плей-офф | Серия плей-офф | Серия плей-офф | Серия плей-офф | Серия плей-офф | Серия плей-офф | Серия плей-офф | Серия плей-офф | Серия плей-офф |
| Сезон                                                                                    | Команда     | GP               | GS               | MPG              | FG%              | 3P%              | FT%              | RPG              | APG              | SPG              | BPG              | PPG              | GP             | GS             | MPG            | FG%            | 3P%            | FT%            | RPG            | APG            | SPG            | BPG            | PPG            |
| ---------------------------------------------------------------------------------------- | ----------- | ---------------- | ---------------- | ---------------- | ---------------- | ---------------- | ---------------- | ---------------- | ---------------- | ---------------- | ---------------- | ---------------- | -------------- | -------------- | -------------- | -------------- | -------------- | -------------- | -------------- | -------------- | -------------- | -------------- | -------------- |
| 2006/07                                                                                  | Портленд    | 63               | 22               | 22,1             | 50,3             | 0,0              | 72,2             | 5,0              | 0,4              | 0,3              | 1,2              | 9,0              | Не участвовал  | Не участвовал  | Не участвовал  | Не участвовал  | Не участвовал  | Не участвовал  | Не участвовал  | Не участвовал  | Не участвовал  | Не участвовал  | Не участвовал  |
| 2007/08                                                                                  | Портленд    | 76               | 76               | 34,9             | 48,4             | 14,3             | 76,2             | 7,6              | 1,6              | 0,7              | 1,2              | 17,8             | Не участвовал  | Не участвовал  | Не участвовал  | Не участвовал  | Не участвовал  | Не участвовал  | Не участвовал  | Не участвовал  | Не участвовал  | Не участвовал  | Не участвовал  |
| 2008/09                                                                                  | Портленд    | 81               | 81               | 37,1             | 48,4             | 25,0             | 78,1             | 7,5              | 1,9              | 1,0              | 1,0              | 18,1             | 6              | 6              | 39,6           | 49,0           | 25,0           | 70,0           | 7,5            | 1,3            | 0,5            | 1,7            | 19,5           |
| 2009/10                                                                                  | Портленд    | 78               | 78               | 37,5             | 49,5             | 31,3             | 75,7             | 8,0              | 2,1              | 0,9              | 0,6              | 17,9             | 6              | 6              | 38,2           | 43,0           | 50,0           | 75,0           | 6,0            | 2,2            | 1,2            | 1,8            | 19,0           |
| 2010/11                                                                                  | Портленд    | 81               | 81               | 39,6             | 50,0             | 17,4             | 79,1             | 8,8              | 2,1              | 1,0              | 1,2              | 21,8             | 6              | 6              | 43,0           | 46,1           | -              | 79,2           | 7,5            | 1,3            | 1,3            | 1,7            | 20,8           |
| 2011/12                                                                                  | Портленд    | 55               | 55               | 36,3             | 51,2             | 18,2             | 81,4             | 8,0              | 2,4              | 0,9              | 0,8              | 21,7             | Не участвовал  | Не участвовал  | Не участвовал  | Не участвовал  | Не участвовал  | Не участвовал  | Не участвовал  | Не участвовал  | Не участвовал  | Не участвовал  | Не участвовал  |
| 2012/13                                                                                  | Портленд    | 74               | 74               | 37,7             | 48,4             | 14,3             | 81,0             | 9,1              | 2,6              | 0,8              | 1,2              | 21,1             | Не участвовал  | Не участвовал  | Не участвовал  | Не участвовал  | Не участвовал  | Не участвовал  | Не участвовал  | Не участвовал  | Не участвовал  | Не участвовал  | Не участвовал  |
| 2013/14                                                                                  | Портленд    | 69               | 69               | 36,2             | 45,8             | 20,0             | 82,2             | 11,1             | 2,6              | 0,9              | 1,0              | 23,2             | 11             | 11             | 40,1           | 45,2           | 66,7           | 80,0           | 10,6           | 1,5            | 0,6            | 1,6            | 26,2           |
| 2014/15                                                                                  | Портленд    | 71               | 71               | 35,4             | 46,6             | 35,2             | 84,5             | 10,2             | 1,7              | 0,7              | 1,0              | 23,4             | 5              | 5              | 41,7           | 33,0           | 27,3           | 88,9           | 11,2           | 1,8            | 0,4            | 2,4            | 21,8           |
| 2015/16                                                                                  | Сан-Антонио | 74               | 74               | 30,6             | 51,3             | 0,0              | 85,8             | 8,5              | 1,5              | 0,5              | 1,1              | 18,0             | 10             | 10             | 33,7           | 52,1           | 100,0          | 89,1           | 8,3            | 1,0            | 0,4            | 1,4            | 21,9           |
| 2016/17                                                                                  | Сан-Антонио | 72               | 72               | 32,4             | 47,7             | 41,1             | 81,2             | 7,3              | 1,9              | 0,6              | 1,2              | 17,3             | 16             | 16             | 33,6           | 45,8           | 14,3           | 76,4           | 7,4            | 1,5            | 0,6            | 1,0            | 16,5           |
| 2017/18                                                                                  | Сан-Антонио | 75               | 75               | 33,4             | 51,0             | 29,3             | 83,7             | 8,5              | 2,0              | 0,6              | 1,2              | 23,1             | 5              | 5              | 35,3           | 46,3           | 60,0           | 97,6           | 9,2            | 2,4            | 0,6            | 0,4            | 23,6           |
| 2018/19                                                                                  | Сан-Антонио | 81               | 81               | 33,2             | 51,9             | 23,8             | 84,7             | 9,2              | 2,4              | 0,5              | 1,3              | 21,3             | 7              | 7              | 34,9           | 45,5           | 27,3           | 81,8           | 9,6            | 2,7            | 0,7            | 1,0            | 20,0           |
| 2019/20                                                                                  | Сан-Антонио | 53               | 53               | 33,1             | 49,3             | 38,9             | 82,7             | 7,4              | 2,4              | 0,7              | 1,6              | 18,9             | Не участвовал  | Не участвовал  | Не участвовал  | Не участвовал  | Не участвовал  | Не участвовал  | Не участвовал  | Не участвовал  | Не участвовал  | Не участвовал  | Не участвовал  |
| 2020/21                                                                                  | Сан-Антонио | 21               | 18               | 25,9             | 46,4             | 36,0             | 83,8             | 4,5              | 1,7              | 0,4              | 0,9              | 13,7             | Не участвовал  | Не участвовал  | Не участвовал  | Не участвовал  | Не участвовал  | Не участвовал  | Не участвовал  | Не участвовал  | Не участвовал  | Не участвовал  | Не участвовал  |
| 2020/21                                                                                  | Бруклин     | 5                | 5                | 26,1             | 52,1             | 80,0             | 100,0            | 4,8              | 2,6              | 0,6              | 2,2              | 12,8             | Не участвовал  | Не участвовал  | Не участвовал  | Не участвовал  | Не участвовал  | Не участвовал  | Не участвовал  | Не участвовал  | Не участвовал  | Не участвовал  | Не участвовал  |
| 2021/22                                                                                  | Бруклин     | 47               | 12               | 22,3             | 55,0             | 30,4             | 87,3             | 5,5              | 0,9              | 0,3              | 1,0              | 12,9             | Не участвовал  | Не участвовал  | Не участвовал  | Не участвовал  | Не участвовал  | Не участвовал  | Не участвовал  | Не участвовал  | Не участвовал  | Не участвовал  | Не участвовал  |
|                                                                                          | Всего       | 1076             | 997              | 33,7             | 49,3             | 32,0             | 81,3             | 8,1              | 1,9              | 0,7              | 1,1              | 19,1             | 72             | 72             | 37,1           | 45,5           | 32,7           | 82,4           | 8,5            | 1,7            | 0,7            | 1,4            | 20,8           |
| Наведите курсор мыши на аббревиатуры в заголовке таблицы, чтобы прочесть их расшифровку. |             |                  |                  |                  |                  |                  |                  |                  |                  |                  |                  |                  |                |                |                |                |                |                |                |                |                |                |                |

### Статистика в NCAA
| Сезон | Команда | Conf   | Class | GP | GS | MPG  | FG%  | 3P% | FT%  | RPG | APG | SPG | BPG | PPG  |
| --- | ------- | ------ | ----- | -- | -- | ---- | ---- | --- | ---- | --- | --- | --- | --- | ---- |
| 2004/05 | Техас   | Big 12 | FR    | 16 | 16 | 22,2 | 66,3 | -   | 65,7 | 5,9 | 0,9 | 1,1 | 1,5 | 9,9  |
| 2005/06 | Техас   | Big 12 | SO    | 37 | 37 | 33,7 | 56,9 | -   | 64,6 | 9,2 | 0,5 | 1,4 | 2,0 | 15,0 |
| Всего | Всего   | Всего  | Всего | 53 | 53 | 30,2 | 58,6 | -   | 64,9 | 8,2 | 0,6 | 1,3 | 1,8 | 13,5 |
| Наведите курсор мыши на аббревиатуры в заголовке таблицы, чтобы прочесть их расшифровку Статистика приведена с сайта sports-reference.com |         |        |       |    |    |      |      |     |      |     |     |     |     |      |